# Achaearanea campanulata
Achaearanea campanulata är en spindelart som beskrevs av Chen 1993. Achaearanea campanulata ingår i släktet Achaearanea och familjen klotspindlar. Inga underarter finns listade i Catalogue of Life.